# Apache (súng ổ xoay)
Apache là loại súng ngắn ổ xoay độc đáo do Louis Dolne thiết kế trong những năm 1860 sau đó được chế tạo hàng loạt tại Bỉ cho đến cuối thế kỷ 19. Loại vũ khí này không những là một loại súng ổ xoay mà còn là quả đấm knuckledusters để cận chiến. Cái tên Apache không phải là tên thiết kế hay thương hiệu của loại vũ khí này mà nó được biết đến vì là vũ khí được ưa chuộng bởi băng Đảng tội phạm nguy hiểm tại Pháp tồn tại vào đầu thế kỷ 20, nó tự gọi mình là Les Apaches.

## Thiết kế
Loại súng này sử dụng cơ chế hoạt động kép do súng không có nòng viên đạn sẽ khai hoả trực tiếp ngay trong ổ đạn vì thế nó có tầm bắn hiệu quả cực kỳ ngắn và súng không có bộ phận nhắm, cò súng có thể gấp lên phía trước khi không dùng. Súng dùng đạn 7,6 mm với ổ đạn 6 viên. Để nạp đạn thì người sử dụng sẽ xoay kéo thanh giữ ở chính giữa ổ đạn ra phía trước rồi đẩy ổ đạn ra qua hai bên, sau đó tháo các vỏ đạn cũ nếu có, nạp đạn mới vào và gắn ổ đạn cùng thanh giữ trở lại chỗ cũ.
Điểm thú vị trong thiết kế loại súng này nằm ở chỗ nó không quá phụ thuộc vào hỏa lực cho việc tự vệ. Với tay cầm súng là một quả đấm knuckledusters dùng để đánh tay đôi, khi dùng nó sẽ gấp lên phía trước để phần ổ đạn và cò nằm gọn trong lòng bàn tay làm cho loại vũ khí này sẽ chẳng khác gì một cái knuckledusters bình thường. Ngoài ra nó còn có một con dao gấp có thể đẩy xoay ra phía trước như lưỡi lê để dùng cho việc đâm nếu thấy đấu tay đôi chưa đủ.